# Campeonato Mundial de Atletismo em Pista Coberta de 2018 - 400 m masculino
A prova dos 400 metros masculino do Campeonato Mundial de Atletismo em Pista Coberta de 2018 ocorreu entre os dias 2 e 3 de março na Arena Birmingham, em Birmingham, no Reino Unido.  

## Recordes
Antes desta competição, os recordes mundiais e do campeonato nesta prova eram os seguintes:
|                       | Nome           | Nacionalidade  | Tempo  | Local        | Data                |
| --------------------- | -------------- | -------------- | ------ | ------------ | ------------------- |
| Recorde mundial       | Kerron Clement | Estados Unidos | 44s 57 | Fayetteville | 12 de março de 2005 |
| Recorde do campeonato | Nery Brenes    | Costa Rica     | 45s 11 | Istambul     | 10 de março de 2012 |

## Medalhistas
| Ouro               | Prata                | Bronze             |
| Pavel Maslák (CZE) | Michael Cherry (USA) | Deon Lendore (TTO) |

## Cronograma
Todos os horários são locais (UTC+0).
| Data       | Hora  | Evento    |
| ---------- | ----- | --------- |
| 2 de março | 11:20 | Bateria   |
| 2 de março | 21:06 | Semifinal |
| 3 de março | 20:20 | Final     |

## Resultados

### Bateria
Qualificação: 2 atletas de cada bateria  (Q) mais os 6 melhores qualificados (q).  
| Posição | Bateria | Raia | Atleta                  | Nacionalidade        | Tempo | Notas                |
| ------- | ------- | ---- | ----------------------- | -------------------- | ----- | -------------------- |
| 1       | 2       | 6    | Luka Janežič            | Eslovênia            | 46.45 | Q                    |
| 2       | 6       | 5    | Óscar Husillos          | Espanha              | 46.51 | Q                    |
| 3       | 1       | 5    | Jakub Krzewina          | Polónia              | 46.57 | Q                    |
| 4       | 1       | 6    | Deon Lendore            | Trinidad e Tobago    | 46.68 | Q                    |
| 5       | 5       | 6    | Aldrich Bailey          | Estados Unidos       | 46.77 | Q                    |
| 6       | 6       | 6    | Pavel Maslák            | Chéquia              | 46.80 | Q                    |
| 7       | 5       | 5    | Lee Thompson            | Grã-Bretanha         | 46.81 | Q                    |
| 8       | 6       | 3    | Luguelín Santos         | República Dominicana | 46.83 | q                    |
| 9       | 6       | 4    | Yousef Karam            | Kuwait               | 46.86 | q                    |
| 10      | 2       | 5    | Javon Francis           | Jamaica              | 46.87 | Q                    |
| 11      | 2       | 4    | Chidi Okezie            | Nigéria              | 46.91 | q                    |
| 12      | 2       | 3    | Asa Guevara             | Trinidad e Tobago    | 46.92 | q                    |
| 13      | 1       | 3    | Lucas Búa               | Espanha              | 46.96 | q                    |
| 14      | 5       | 4    | Patrik Šorm             | Chéquia              | 46.99 | q                    |
| 15      | 4       | 5    | Michael Cherry          | Estados Unidos       | 46.99 | Q                    |
| 16      | 1       | 4    | Juander Santos          | República Dominicana | 47.02 | q                    |
| 17      | 4       | 6    | Rafał Omelko            | Polónia              | 47.13 | Q                    |
| 18      | 4       | 3    | Mikhail Litvin          | Cazaquistão          | 47.16 | q                    |
| 19      | 4       | 4    | Vitalii Butrym          | Ucrânia              | 47.45 |                      |
| 20      | 1       | 2    | Michael Anthony Rasmijn | Aruba                | 49.20 | Recorde nacional     |
| 21      | 6       | 1    | Davron Atabaev          | Tajiquistão          | 49.20 | Recorde da temporada |
| 22      | 2       | 1    | Kelvin Delvin Ramírez   | Nicarágua            | 49.88 | Recorde da temporada |
| 23      | 2       | 2    | Tikie Terry Mael        | Vanuatu              | 49.92 | Recorde pessoal      |
| 24      | 4       | 2    | Mohamed Naail           | Maldivas             | 49.98 | Recorde nacional     |
| 25      | 6       | 2    | Narek Ghukasyan         | Armênia              | 51.02 | Recorde pessoal      |
| 26      | 3       | 5    | Abdalelah Haroun        | Catar                | DSQ   | 162.8                |
| 26      | 3       | 6    | Bralon Taplin           | Granada              | DSQ   | 163.3(a)             |
| 26      | 3       | 2    | Austris Karpinskis      | Letônia              | DSQ   | 163.3(a)             |
| 26      | 3       | 4    | Alonzo Russell          | Bahamas              | DSQ   | 163.3(a)             |
| 26      | 3       | 3    | Steven Gayle            | Jamaica              | DSQ   | 163.3(a)             |
| 26      | 5       | 3    | Nery Brenes             | Costa Rica           | DSQ   | 163.3(a)             |
| 26      | 5       | 2    | Mazen Alyasen           | Arábia Saudita       | DNS   |                      |

### Semifinal
Qualificação: classificaram-se  os 2 melhores de cada bateria (Q). 
| Posição | Bateria | Raia | Atleta          | Nacionalidade        | Tempo | Notas           |
| ------- | ------- | ---- | --------------- | -------------------- | ----- | --------------- |
| 1       | 2       | 5    | Óscar Husillos  | Espanha              | 45.69 | Q               |
| 2       | 2       | 6    | Michael Cherry  | Estados Unidos       | 45.73 | Q               |
| 3       | 1       | 3    | Luguelín Santos | República Dominicana | 46.31 | Q,              |
| 4       | 3       | 4    | Pavel Maslák    | Chéquia              | 46.32 | Q               |
| 5       | 1       | 6    | Aldrich Bailey  | Estados Unidos       | 46.33 | Q               |
| 6       | 3       | 6    | Deon Lendore    | Trinidad e Tobago    | 46.33 | Q               |
| 7       | 3       | 5    | Luka Janežič    | Eslovênia            | 46.37 |                 |
| 8       | 2       | 4    | Rafał Omelko    | Polónia              | 46.39 |                 |
| 9       | 1       | 5    | Jakub Krzewina  | Polónia              | 46.69 |                 |
| 10      | 1       | 4    | Javon Francis   | Jamaica              | 46.73 |                 |
| 11      | 2       | 2    | Juander Santos  | República Dominicana | 46.83 | Recorde pessoal |
| 12      | 2       | 1    | Asa Guevara     | Trinidad e Tobago    | 46.91 |                 |
| 13      | 1       | 2    | Patrik Šorm     | Chéquia              | 47.04 |                 |
| 14      | 2       | 3    | Lee Thompson    | Grã-Bretanha         | 47.14 |                 |
| 15      | 1       | 1    | Lucas Búa       | Espanha              | 47.14 |                 |
| 16      | 3       | 1    | Mikhail Litvin  | Cazaquistão          | 47.94 |                 |
| 17      | 3       | 2    | Chidi Okezie    | Nigéria              | 48.53 |                 |
| 18      | 3       | 3    | Yousef Karam    | Kuwait               | DNF   |                 |

### Final

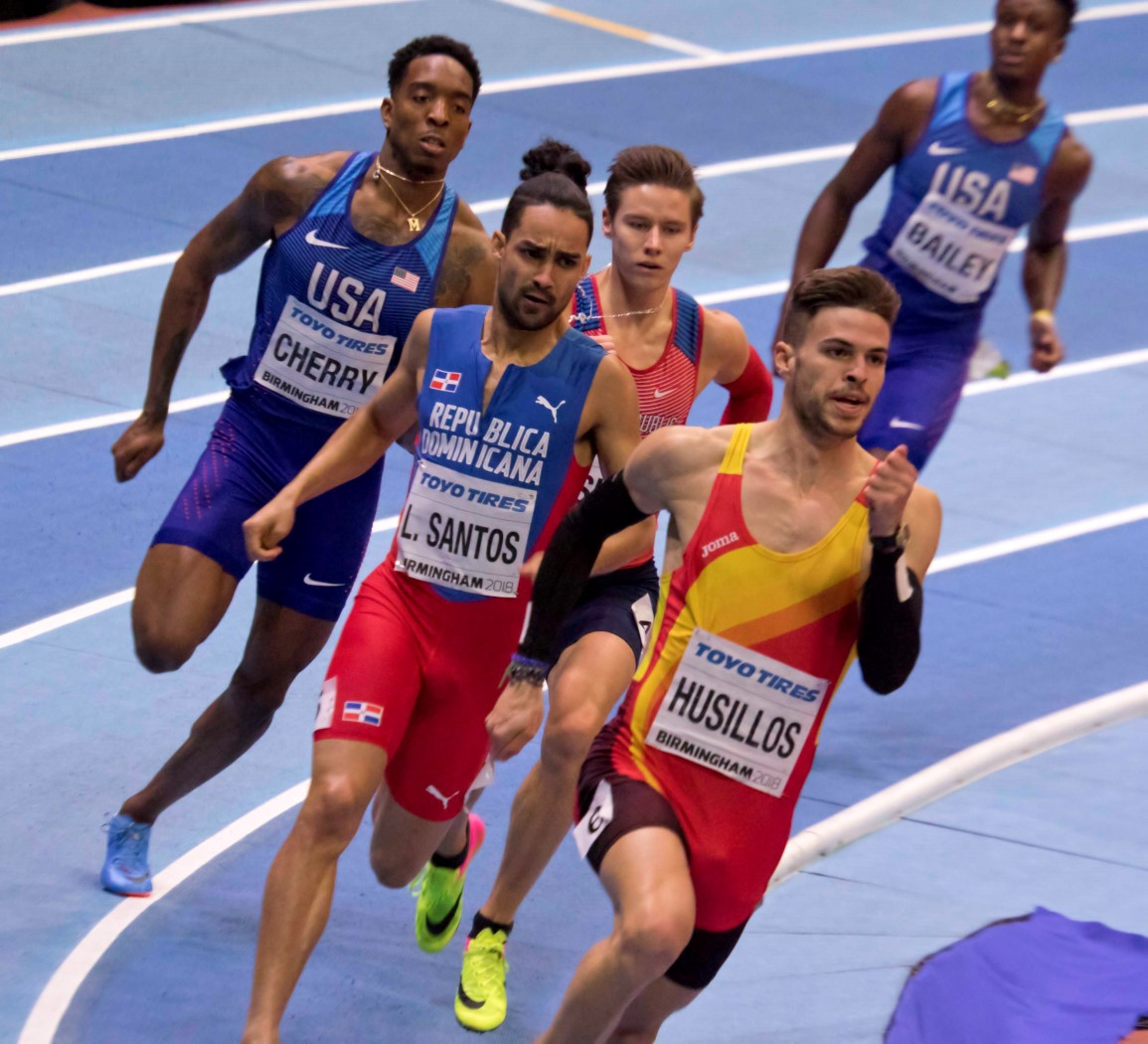
A final em curso

A final ocorreu dia 3 de março às 20:20 
| Posição           | Atleta          | Nacionalidade        | Tempo | Notas                |
| ----------------- | --------------- | -------------------- | ----- | -------------------- |
| Medalha de ouro   | Pavel Maslák    | Chéquia              | 45.47 | Recorde da temporada |
| Medalha de prata  | Michael Cherry  | Estados Unidos       | 45.84 |                      |
| Medalha de bronze | Deon Lendore    | Trinidad e Tobago    | 46.37 |                      |
| 4                 | Aldrich Bailey  | Estados Unidos       | 46.44 |                      |
| 5                 | Óscar Husillos  | Espanha              | DQ    | 163.3(b)             |
| 6                 | Luguelín Santos | República Dominicana | DQ    | 163.3(b)             |

Legenda
| Recorde mundial       | Recorde mundial (World record)               |                       | Recorde africano                      | Recorde africano (African) |                                           | Q | Classificado por posição (Qualified) |
| Recorde do campeonato | Recorde do campeonato (Championship record)  | Recorde da América    | Recorde da América (Americas)         | q                          | Classificado por melhor tempo (Qualified) |   |                                      |
| Melhor marca do ano   | Melhor marca do ano (World leading)          | Recorde asiático      | Recorde asiático (Asian)              | DNS                        | Não largou (Did not start)                |   |                                      |
| Recorde nacional      | Recorde nacional (National record)           | Recorde europeu       | Recorde europeu (European)            | DNF                        | Não terminou (Did not finish)             |   |                                      |
| Recorde pessoal       | Recorde pessoal do atleta (Personal best)    | Recorde da Oceania    | Recorde da Oceania (Oceania)          | DSQ / DQ                   | Desclassificado (Disqualified)            |   |                                      |
| Recorde da temporada  | Recorde da temporada do atleta (Season best) | Recorde sul-americano | Recorde sul-americano (South America) | NM                         | Sem marca (No mark)                       |   |                                      |